# Pamphlebia
Pamphlebia là một chi bướm đêm thuộc họ Geometridae.